# Hippellozoon mediterraneum
Hippellozoon mediterraneum är en mossdjursart som först beskrevs av Campbell Easter Waters 1895.  Hippellozoon mediterraneum ingår i släktet Hippellozoon och familjen Phidoloporidae. Inga underarter finns listade i Catalogue of Life.